# Rue de Franche-Comté
La rue de Franche-Comté est une rue du 3e arrondissement de Paris.

## Situation et accès
Ce site est desservi par les stations de métro République, Filles du Calvaire et Temple.

## Origine du nom

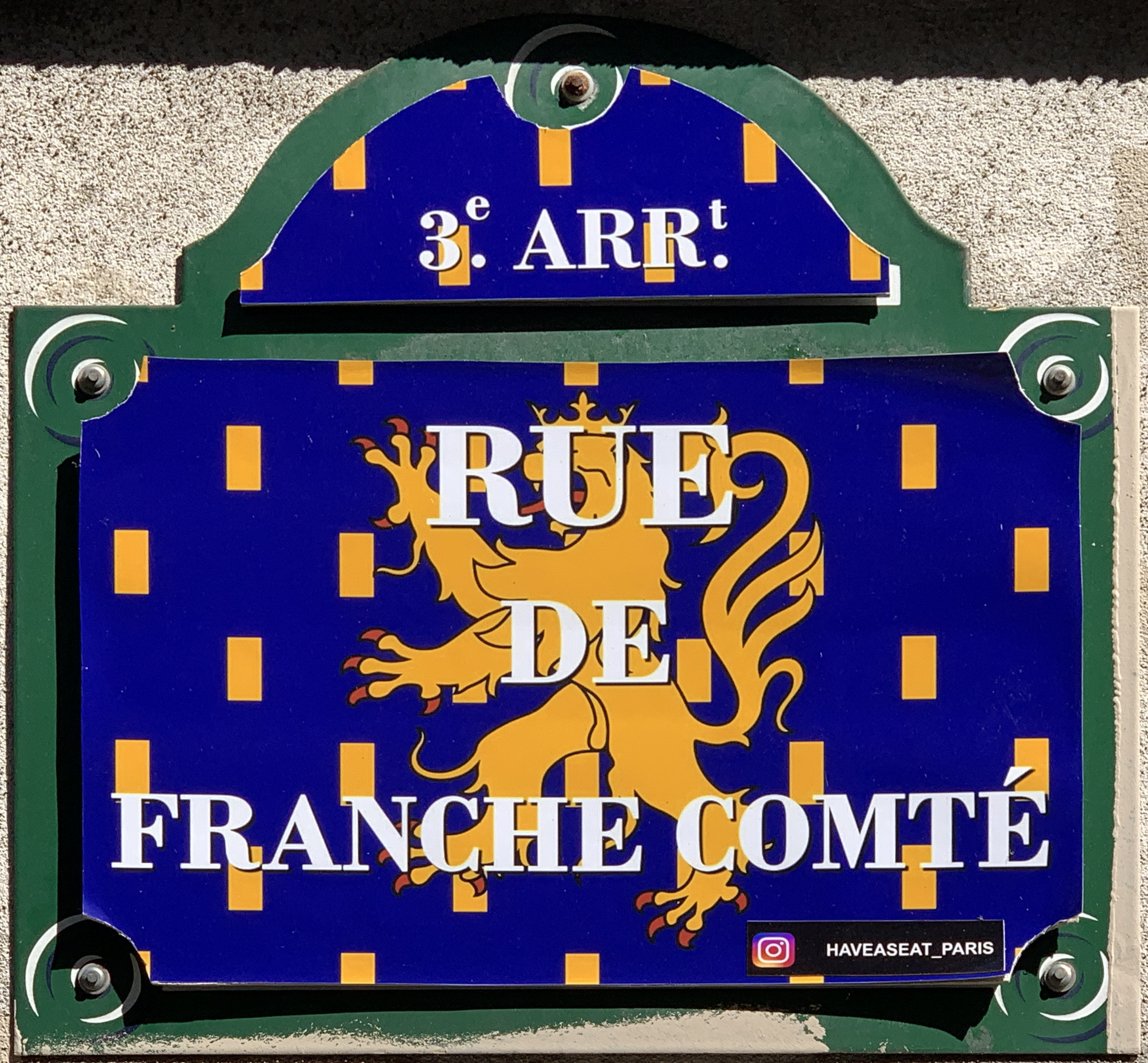
Plaque de la rue avec le drapeau de la région.

La rue porte le nom de la Franche-Comté depuis sa création. Le conseil municipal a voulu poursuivre, fut-ce modestement, le projet d'Henri IV quant au quartier de la place de France et attribua à cette voie nouvelle un nom de région historique non encore affecté.

## Historique
Située en plein cœur du quartier du Marais, la voie fut ouverte en 1882 sur l'emplacement de l'hôtel de Marcilly et prit son nom actuel en 1884.
Le 8 mars 2007, le carrefour entre les rues de Turenne, Charlot et de Franche-Comté a été baptisé « place Olympe-de-Gouges » en l’honneur d’Olympe de Gouges, lors de la Journée internationale des femmes.
Le même jour, la place à l'autre extrémité de la rue de Franche-Comté, entre la rue de Picardie, la rue de la Corderie et la rue Dupetit-Thouars, a reçu le nom de « place Nathalie-Lemel » en l’honneur de Nathalie Lemel.

## Pour approfondir